# Дронь Анатолій Андрійович
Анатолій Андрійович Дронь (нар. 18 березня 1945, селище Седнів, Чернігівська область, Українська РСР, СРСР) — український державний та політичний діяч, дипломат. Надзвичайний і Повноважний Посол України. Член Парламентської асамблеї Ради Європи (1996—1998). Дійсний член Академії будівництва України (1994), АЕНУ (1996), Заслужений працівник житлово-комунального господарства України.

## Біографія
Народився 18 березня 1945 року в селищі Седнів на Чернігівщині.
Закінчив Київський інженерно-будівельний інститут (1972), Київську вищу партійну школу (1979). Кандидат економічних наук. Володіє іноземними мовами — білоруською, французькою, російською.
Працював робітником бетонником домобудівного комбінату N 1 м. Києва. Служба в Радянській Армії. Працював на цілині в Казахській РСР. Заступник голови виконкому Дарницької районної Ради м. Києва. Інструктор, завідувач сектором міського господарства в апараті ЦК Компартії України.
У 1986 учасник ліквідації наслідків аварії на ЧАЕС. З 1987 по 1991 — заступник міністра житлово-комунального господарства УРСР.
З 1990 по 1998 — Народний депутат України 1-го та 2-го скликань. З 1991 по 1994 — голова Державного комітету України по житлово-комунальному господарству.
З 1994 по 1997 — голова підкомітету Комітету ВР України з питань базових галузей та соціально-економічного розвитку регіонів.
З січня 1998 по червень 2003 — Надзвичайний і Повноважний Посол України в Республіці Білорусь.
З липня 2003 по червень 2005 — Перший заступник міністра закордонних справ України у зв'язках з Верховної Ради України.
З 2007  — заступник Голови виконкому - Виконавчого секретаря Співдружності незалежних держав.
В 2014 році подав у відставку.

## Автор наукових праць
Автор понад 30 наукових праць.
- Ринок житла в Україні: формування, специфіка та перспективи розвитку [Текст]: дис… канд. екон. наук: 08.01.01 / Дронь Анатолій Андрійович ; Київський ун-т ім. Тараса Шевченка. — К., 1997. — 150 с. — с. 124—129

## Дипломатичний ранґ
- Надзвичайний і Повноважний Посланник 1-го класу (07.1999),
- Надзвичайний і Повноважний Посол (03.2004),
- Державний службовець 1-го ранґу (04.1994).

## Нагороди та відзнаки
- Орден «Знак Пошани» (1971)
- Орден «За заслуги» III ст. (10.1997),
- Орден «За заслуги» II ст. (06.2007),
- Почесна грамота Верховної Ради України  (2004),
- Заслужений працівник житлово-комунального господарства Української РСР
- має 4 медалі.